# Matairesinol
Matairesinol là một lignan thực vật. Nó xảy ra với secoisolariciresinol trong nhiều loại thực phẩm như hạt dầu, ngũ cốc nguyên hạt, rau và trái cây.
Lignans thực vật là tiền thân của enterolignans (lignans động vật có vú). Một số lignan thực vật được chuyển hóa thành enterolignans (enterodiol và enterolactone) có khả năng làm giảm nguy cơ mắc một số bệnh ung thư và các bệnh tim mạch.
Mặc dù có những nghiên cứu chỉ ra các lợi ích phòng ngừa bệnh (bảo vệ tim mạch và ung thư liên quan đến hormone như ung thư vú) của lignans, nhưng kết quả vẫn chưa được kết luận. Matairesinol đã được tìm thấy để hoạt động như một chất chủ vận của thụ thể adiponectin 1 (AdipoR1).